# Juli Maria Fossas i Martínez
Juli Maria Fossas i Martínez, (Barcelona, 1868-1945) fou un arquitecte modernista titulat el 18 d'agost de 1890, fill del també arquitecte Modest Fossas i Pi. El 1900 va treballar en la secció d'ornament de l'Ajuntament de Barcelona, i també fou arquitecte municipal de Malgrat de Mar, del Masnou i d'Arenys de Mar.

## Obres

### Barcelona
| Any       | Nom                                       | Ubicació                                                                                    | Descripció      | Estat    | Foto                           |
| --------- | ----------------------------------------- | ------------------------------------------------------------------------------------------- | --------------- | -------- | ------------------------------ |
| 1904-1909 | Cases Josepa Villanueva                   | Roger de Llúria, 80 41° 23′ 42.36″ N, 2° 10′ 00″ E / 41.3951000°N,2.16667°E                 | Modernista.     | Correcte | casa Josefa Villanueva         |
| 1905-1907 | Casa Marià Pau                            | Roger de Llúria, 129 41° 23′ 49.66″ N, 2° 9′ 48.62″ E / 41.3971278°N,2.1635056°E            | Modernista.     | Correcte | casa Mariano Pau               |
| 1905-1907 | Aprestos y Sederías Pagès                 | Cristóbal de Moura 118-134 41° 24′ 43.6″ N, 2° 12′ 28.9″ E / 41.412111°N,2.208028°E         | Modernista.     | Correcte | Aprestos y Sederías Pagès      |
| 1912-1914 | Casa Sofía García                         | Mallorca, 312 41° 23′ 50.70″ N, 2° 10′ 02.72″ E / 41.3974167°N,2.1674222°E                  | Modernista.     | Correcte | casa Sofía García              |
| 1921      | Edifici d'habitatges                      | avinguda República Argentina, 2 41° 24′ 24.56″ N, 2° 8′ 57.24″ E / 41.4068222°N,2.1492333°E | Monumentalista. | Correcte | República Argentina, 2         |
| 1921      | Edifici de la Companyia Transmediterrània | Via Laietana, 2 41° 22′ 55″ N, 2° 10′ 54.12″ E / 41.38194°N,2.1817000°E                     | Monumentalista. | Correcte | Edifici de la Trasmediterránea |

Com a arquitecte de la Cooperativa de Periodistes i del Foment de la Propietat, va realitzar una sèrie de projectes de cases barates a Sants i Terrassa (1913).

### Malgrat de Mar
| Any  | Nom                | Ubicació           | Descripció                             | Estat    | Foto |
| ---- | ------------------ | ------------------ | -------------------------------------- | -------- | ---- |
| 1927 | Escoles Montserrat | c/ de les Escoles. | La façana ha estat restaurada el 2009. | Correcte |      |

### El Masnou
| Any      | Nom        | Ubicació                | Descripció  | Estat    | Foto       |
| -------- | ---------- | ----------------------- | ----------- | -------- | ---------- |
| XX inici | Cal Senyor | Pg. Prat de la Riba, 72 | Modernista. | Correcte | Cal Senyor |

### Tarragona
| Any  | Nom                   | Ubicació      | Descripció | Estat | Foto |
| ---- | --------------------- | ------------- | --- | ----- | ---- |
| 1912 | Quinta de Sant Rafael | Ramón y Cajal | Fou feta erigir per Marià Puig i Valls per a residència particular del seu germà Rafael. L'obra recull els diversos registres de l'estètica modernista amb elements Sezession Si bé una part dels terrenys han estat edificats posteriorment, la resta forma part del Parc de la Ciutat de Tarragona. | ?     |      |